# Ken Parker
Kenneth "Ken" Parker è un personaggio dei fumetti creato da Giancarlo Berardi e Ivo Milazzo, nel 1974. È un personaggio particolare e atipico del genere western la cui serie a fumetti, ambientata prevalentemente in America del Nord in un arco temporale che va dal 1868 al 1908, si distingue per originalità, per la varietà delle ambientazioni e per gli argomenti trattati.
Il fumetto esordisce in edicola nel giugno 1977, pubblicato dalla Cepim e, tra alterne vicende, cambi di editore e di formato, sospensione delle pubblicazioni e ristampe rivedute e corrette dagli autori stessi, l'ultima storia inedita del personaggio è stata pubblicata nell'aprile del 2015 con l'episodio Fin dove arriva il mattino.
La prima serie, pubblicata dal 1977 al 1984, lo rende un personaggio di culto del fumetto italiano per il realismo delle ambientazioni, la meticolosa ricostruzione storica e filologica e l'attenzione alle tematiche sociali.

## Caratteristiche del personaggio
Le fattezze del personaggio sono ispirate all'attore statunitense Robert Redford nella sua interpretazione nel film Corvo rosso non avrai il mio scalpo! del 1972, nel quale è un trapper proprio come Ken Parker. Il personaggio ha caratteristiche atipiche rispetto ad altri personaggi del genere western in quanto spesso si trova davanti a scelte complicate e nelle quali prende decisioni a volte sbagliate, ma riesce sempre ad accorgersi dei suoi errori provando poi a porvi rimedio. Con il progredire delle storie il personaggio invecchia ed evolve non solo fisicamente ma anche caratterialmente. Nella storia Sciopero (n. 58) Ken si trova a vivere le condizioni di un operaio alla fine dell'Ottocento e l'esperienza lo avvicina alle idee socialiste.

## Storia editoriale
Il personaggio esordisce nel giugno 1977 su una propria collana omonima edita dalla Cepim e conclusa nel 1984 dopo 59 numeri. La testata nelle intenzioni avrebbe dovuto essere mensile ma gli autori, in difficoltà a rispettare le scadenze, ne determinano frequenti salti nelle uscite. Per tale motivo fu deciso di trasferire le avventure di Ken Parker, ridotte di numero e a puntate, su rivista.
Dal 1984 al 1988, gli autori realizzano brevi storie a colori pubblicate a puntate su varie riviste a fumetti come Orient Express edita dalle edizioni L'Isola Trovata e Comic Art. Alcune storie più significative della prima serie (in particolare quelle disegnate da Milazzo e Trevisan), invece, sono riproposte da parte delle edizioni de L'Isola Trovata di Sergio Bonelli, rimontate e colorate per l'occasione da Mantero in volumi "alla francese" brossurati di 48 pagine l'uno all'interno della Collana West.
Nel 1989 Berardi e Milazzo decidono di mettersi in proprio e di fondare una propria casa editrice, la Parker Editore e ristampano, nella Serie Oro, in formato bonellide, i 59 numeri della serie originale più le storie uscite a puntate su rivista, anche se in b/n. Nel 1992 esordisce la testata Ken Parker Magazine che pubblica storie inedite; nel settembre 1994 la testata passa alla Sergio Bonelli Editore che prosegue le pubblicazioni sino a gennaio 1996 con il n. 36. Il suo posto viene preso dalla testata Speciale Ken Parker edita solo per quattro numeri.
Dopo la chiusura del Magazine, le storie ivi pubblicate vengono raccolte, in formato ridotto, in 13 volumi pubblicati dalla Sergio Bonelli Editore nella testata Ken Parker Collezione, accompagnate da un ricco apparato editoriale. Nel Ken Parker Magazine sono pubblicati 16 episodi (ciascuno consiste in un'unica tavola), di FunnyKen, la versione satirica e parodistica di Ken Parker; tuttavia FunnyKen e Ken Parker non sono lo stesso personaggio; i soggetti di FunnyKen sono dello stesso Berardi, mentre i disegni sono opera di Giorgio Cavazzano. Tra il 1996 e il 1998, con cadenza semestrale, altre quattro storie inedite di Ken Parker vengono pubblicate dalla Bonelli in albi dal classico formato 16x21 (Ken Parker Speciale). Con la storia Faccia di Rame, nel gennaio 1998, la serie sembra chiudersi definitivamente. È Berardi stesso a spiegare, con una lettera ai lettori, la chiusura. Le motivazioni sono principalmente due: il numero di copie vendute inadeguato agli standard della casa editrice e il desiderio dei due autori di dedicarsi a nuovi progetti.
La casa editrice Panini Comics nel 2003 fa esordire la collana Ken Parker Collection, che ripropone tutte le storie del personaggio, comprese quelle apparse su rivista e sul Magazine, in un formato più piccolo dell'originale Cepim, arricchita da un apparato editoriale. Un anno dopo la Panini Comics stampa Ken Parker Collection Deluxe, un'edizione in volumi cartonati, contenenti 4 storie ciascuno. Quest'ultima si interrompe però dopo appena sei numeri. Nel 2007, in occasione dei 30 anni del personaggio, sempre la Panini Comics pubblica Ken Parker 30º Anniversario, volume speciale dove vengono raccolte alcune delle storie più belle e popolari di Ken Parker. Nell'autunno del 2013, a quasi 16 anni dalla conclusione di "Faccia di Rame", viene di nuovo dato alla luce un episodio inedito di Ken Parker. Pubblicato come portfolio deluxe in sole 1000 copie dallo Spazio Corto Maltese, la storia si compone di 12 pagine a colori ed ha come titolo Canto di Natale. Tutto questo fa da preludio al rilancio in grande stile del personaggio operato da Mondadori Comics. Ad aprile 2014 parte una nuova ristampa integrale delle avventure di Ken Parker, riveduta e corretta dagli stessi autori, in 50 volumi di grande formato, in bianco e nero e a colori; nel numero 49 viene ristampato il portfolio Canto di Natale, mentre l'ultimo volume ospita la storia inedita Fin dove arriva il mattino. Sempre la Mondadori Comics, nei mesi successivi alla conclusione della precedente collana, vara la pubblicazione di altre due ristampe: una economica, denominata Ken Parker Classic (pubblica solo le prime 59 storie), l'altra a colori, in grandi volumi cartonati che raccolgono ciascuno tre episodi della serie originaria.

## Trama
Ken Parker è un cacciatore di pelli insieme a suo fratello nel Montana; il fratello rimane ucciso a seguito di una rapina e Ken decide di vendicarlo inseguendo i ladri. L'inseguimento lo porta verso un accampamento dell'esercito degli USA, dove scopre che gli uomini che sta inseguendo si sono arruolati. Ken decide, a sua volta, di arruolarsi come scout per continuare la sua caccia. Da una vicina riserva gli indiani fuggono per tornare in Colorado, vengono inseguiti dall'esercito e Ken Parker prende parte all'inseguimento. Dopo due giorni Ken trova i ladri uccidendoli; contemporaneamente l'esercito stermina tutti gli indiani fuggiti dalla riserva. Ken Parker continua a lavorare nell'esercito come scout, e conosce Dashiell Fox che lo accompagnerà in numerose storie. SI interessa alle condizioni degli indiani Dakota e si reca a Washington per parlare con Ely Donehogawa, commissario per gli affari indiani. Insieme portano la questione in parlamento, ma Ely Donehogawa viene assassinato. Ken non può far altro che tornare nel Montana, dove incontra il nuovo agente indiano, mandato dal governo, Donald Wade. Contemporaneamente le tensioni con i Dakota si fanno più forti a causa di alcuni indiani uccisi con pallottole dell'esercito. Proprio mentre i Dakota si scontrano con l'esercito Ken Parker scopre che la causa di tutto è Donald Wade, il cui vero nome è Donald Welsh e, nello scontro tra i due, Welsh ferisce Ken alla testa e riesce a fuggire.
Ken Parker, a causa della ferita, perde la memoria e viene aiutato da una tribù di indiani Hunkpapa che gli danno il nome di Chemako (colui che non ricorda). Qui Ken si sposa con un'indiana che ha perso il marito diventando padre adottivo del figlio di lei Theba. Incontra anche Belle McKeever (che gli indiani hanno rinominato Kianceta, ossia "vera donna"), una bianca sposata con il capo tribù da cui ha un figlio.
Un giorno l'accampamento indiano viene attaccato dalla cavalleria americana e Ken riesce a fuggire con Theba, Belle e suo figlio; però sua moglie muore durante la fuga. Il gruppo viene salvato da un contingente militare e Ken Parker viene curato da un dottore che gli fa recuperare la memoria.
Mentre Ken Parker si mette sulle tracce di Donald Welsh per vendicare il massacro causato da quest'ultimo, Theba, Belle e suo figlio vanno a vivere a Boston. Il viaggio alla ricerca di Donald Welsh porta Ken a Sud, verso il Messico, dove incontra Dashiell Fox che è, anche lui, sulle tracce di Welsh. Il protagonista riesce a rintracciare Donald Welsh, ma, dopo un ennesimo scontro tra i due, Welsh riesce a fuggire verso San Francisco, dove, pensando di essersi liberato di Ken Parker, prepara un colpo alla zecca di stato; ma, proprio mentre sta fuggendo, dopo la rapina, Ken raggiunge Welsh e, finalmente, riesce a ucciderlo.
Separatosi da Dashiel Fox, Ken Parker viene imbarcato a forza su una baleniera diretta verso l'Alaska a caccia di balene.
Sulla nave fa la conoscenza di un eschimese di nome Nanuk. In seguito al naufragio della nave, Ken Parker e Nanuk cercano di sopravvivere tra i freddi ghiacci dell'Alaska senza viveri né attrezzature; vengono salvati alcuni giorni dopo da una tribù di eschimesi ed entrambi si fermano per un lungo periodo tra gli eschimesi.
Il ritorno tra gli uomini bianchi, non è fortunato per Ken Parker che viene accusato di omicidio e scambiato per il famoso ricercato James Latimer. Mentre è sotto processo, però, viene salvato da una giovane ragazza, Pat O'Shane, che in cambio vuole, con l'aiuto di Ken, vendicare il fratello assassinato. Comincia così un nuovo inseguimento tra le terre del Canada che porta all'uccisione dell'uomo che stavano inseguendo e alla cattura di Latimer. In seguito Ken decide di accompagnare Pat O'Shane alla ricerca di sua madre; la ricerca si rivela, però, un fallimento. Pat sceglie di trovare una nuova casa e decide di comprare un ranch nel Montana. Una volta trovata la fattoria, inizia il lavoro per procurarsi il bestiame e, dopo un lungo viaggio attraverso il Montana e il Kansas Meridionale, Ken e Pat riescono a portare cinquecento capi nel ranch.
Dato che Pat sembra essersi finalmente sistemata, Ken è libero da ogni vincolo; decide così di recarsi a Boston dove vivono suo figlio adottivo Theba (che ora si chiama Teddy) e Belle. Inizia così una delle sue più lunghe avventure, non priva di difficoltà: spesso decide di fermarsi per lunghi periodi per dare una mano alle persone che incontra lungo il tragitto.
Finalmente giunto a Boston e riunitosi con suo figlio adottivo, Ken riesce a trovare un lavoro presso l'agenzia investigativa National Agency, grazie all'interessamento dell'agente Browne conosciuto sul treno per Boston. Dopo aver risolto tre casi grazie al suo intuito e anche a un pizzico di fortuna, Ken si ritrova a fare l'infiltrato in una fabbrica per agire contro gli operai che vogliono organizzare una lotta sindacale per ottenere maggiori diritti e migliori condizioni di lavoro. Presto, però, si rende conto delle condizioni di sfruttamento in cui versano gli operai e decide di unirsi alla loro lotta. Un giorno viene organizzato uno sciopero che finisce represso nel sangue dalla polizia. Ken Parker, per aiutare un ragazzino a scappare, è costretto a uccidere un poliziotto.
Con l'accusa di omicidio, Ken non può fare altro che darsi alla fuga e lascia Boston in fretta salutando a malapena suo figlio. Inizia un pellegrinaggio negli Stati Uniti senza una meta ben precisa. Sulle sue tracce c'è l'agente Browne che si sente tradito dalla fiducia data a Ken e, insieme alla polizia, gli dà la caccia senza sosta finché non rimane ferito e impossibilitato a proseguire l'inseguimento. L'agente decide, allora, di confidare a Fanny, una cacciatrice di taglie, l'attuale posizione di Ken in modo che lei possa provare a catturarlo, ma Fanny è una donna senza scrupoli e uccide Browne per non dover dividere la taglia con nessuno. Mentre Ken è in fuga a Nord verso il Canada, conosce Ned Buntline, uno scrittore che gli offre di lavorare per lui scrivendo alcune delle vicende che gli sono capitate. Grazie a questi racconti, pubblicati su una rivista, Teddy riesce ad avere, seppure in ritardo, notizie del padre e dei suoi spostamenti.
La fuga di Ken viene, però, interrotta dal vice-sceriffo Lusky che riesce ad arrestarlo e a portarlo in prigione. Dopo il processo Ken Parker viene mandato nel penitenziario di Jackson County nel South Dakota. In seguito ad un fallito tentativo di rivolta, Ken viene condannato ai lavori forzati in Arizona; a questo punto Parker è rassegnato al suo destino da forzato e non cerca più di fuggire, nonostante Hamilton, un suo compagno, gli offra un'occasione per scappare. L'ultima storia si conclude con Teddy che, dopo essere fuggito dalla casa di Belle per cercare il padre, trova Lita, una ragazza, di cui si innamora e decide di vivere con lei. L'ultima storia realizzata, dal titolo Faccia di Rame, viene pubblicata nel febbraio del 1998 su Ken Parker Speciale n. 4, nel quale Ken racconta una storia ambientata prima della sua incarcerazione.
Nel 2013 è stata pubblicata da Mondadori una breve storia, Canto di Natale, premessa alla ristampa globale delle storie del personaggio avviata da aprile 2014 e che prevede un episodio inedito a conclusione della ristampa, Fin dove arriva il mattino, pubblicato a inizio aprile 2015.

## Ambientazione
La saga di Ken Parker si svolge principalmente negli Stati Uniti, durante la seconda metà dell'Ottocento (la prima avventura inizia il 29 dicembre 1868, nel Montana, l'ultima ha come scenario ancora il Montana nella primavera del 1908). Ken Parker compie tre viaggi attraverso il continente americano, ognuno con un obiettivo diverso.
- Il primo, alla ricerca di Donald Welsh lo porterà a Sud verso il Messico e poi, nuovamente, negli USA a San Francisco. In seguito allo scontro con Donald Welsh, Ken Parker, dopo una serie di vicissitudini, si trova a vagare per l'Alaska e, successivamente, nel Canada per tornare alla fine negli USA.
- Il secondo viaggio ha come meta la città di Boston, dove deve raggiungere suo figlio adottivo. Questo percorso è quello che occupa più numeri della serie, praticamente dal numero dal 16 al 54 della prima serie Cepim, ed è proprio in queste storie che Berardi e Milazzo hanno occasione di mostrare al lettore molte regioni centrali degli Stati Uniti d'America. Si parte dal piccolo paesino di taglialegna al confine con il Canada, fino ad arrivare alla grande città di Boston, passando per le verdi colline del Wyoming, per il deserto del Nuovo Messico e dell'Arizona, per le cittadine dell'Oklahoma e del Kansas, per le pianure del Montana e per le foreste del South Dakota. In questo viaggio Ken Parker non riesce a seguire la via più veloce, ma è costretto a numerose deviazioni lungo la strada per procurarsi i soldi per il viaggio e aiutare amici in difficoltà o anche semplici sconosciuti.
- Il terzo e ultimo viaggio è senza una meta ben precisa: Ken Parker si limita a fuggire dai cacciatori di taglie e dalla polizia che gli sta dando la caccia. Questo vagabondare lo porta al confine tra Stati Uniti d'America e Canada e dura fino a quando non viene arrestato e mandato ai lavori forzati.

## Comprimari
Spesso Ken è affiancato da altri personaggi secondari che vivono con lui parte delle sue avventure.
In ordine di apparizione abbiamo:
- Dashiell Fox, come Ken, è uno scout, i due si incontrano nell'esercito e assieme conducono la caccia a Donald Welsh. Una volta conclusa la ricerca, i due si separano e Dashiell torna dalla sua famiglia, ma continuerà a lavorare per l'esercito. I due si incontrano di nuovo, molto tempo dopo in Arizona dove cercano di fermare una rivolta di indiani; Dashiell Fox rimane ferito proprio in quell'occasione e chiede a Ken di recuperare suo figlio (che è stato imprigionato in Messico) e di riportarlo a casa;
- Theba è il figlio adottivo di Ken, di origini indiane. Anche se i due si vogliono molto bene le difficoltà che Ken incontra nella sua vita lo tengono lontano dal figlio con cui vorrebbe vivere e che vorrebbe veder crescere;
- Nanuk è un eschimese che Ken conosce a bordo della baleniera New England; assieme si salvano dal naufragio della nave e vivono per tutto l'inverno nello stesso villaggio di eschimesi. Ken ha modo di imparare la loro lingua e le loro tradizioni;
- Pat O'Shane, ragazza intraprendente, incontra Ken quasi per caso. Ken, avendola presa in simpatia, l'aiuta a diventare “adulta”, dandole una mano ad avviare il ranch dei suoi sogni;
- Fanny, cacciatrice di taglie, insegue Ken quando quest'ultimo è ricercato, senza però mai riuscire a catturarlo o a ucciderlo e prendere i soldi della taglia.

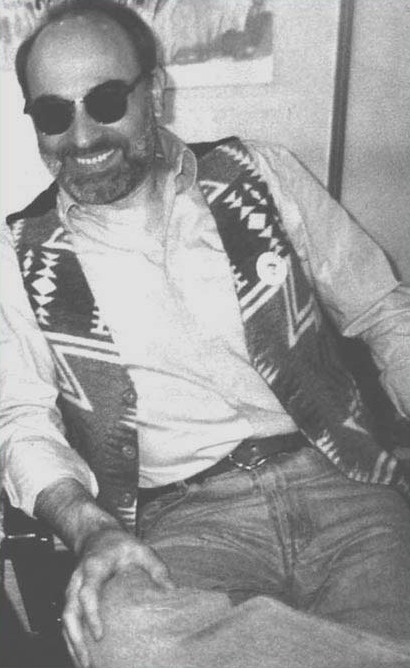
Giancarlo Berardi, creatore e sceneggiatore di Ken Parker

## Citazioni
Gli albi di Ken Parker sono ricchi di citazioni relative a personaggi del cinema e dei fumetti.
I più famosi del cinema che si possono riconoscere nelle varie storie sono:
- John Wayne in "Chemako" colui che non ricorda (KP Cepim 5) nel ruolo di un ufficiale dell'esercito inviato a trattare con la tribù indiana presso cui Ken era stato ospitato;
- Stanlio e Ollio in Casa dolce casa (KP Cepim 30) come due cercatori d'oro (personaggi ai quali verrà anche poi dedicato uno speciale su Ken Parker Magazine intitolato L'inno);
- Arnold Schwarzenegger in Il Sentiero dei Giganti (KP Cepim 35) come campione di Culturismo;
- Totò in Diritto e Rovescio (KP Cepim 36) come attore comico in un teatro;
- Marlene Dietrich in Odio antico (KP Cepim 39) nel ruolo di una cantante di origine tedesca e proprietaria di un saloon-locanda;
- Marilyn Monroe in Un principe per Norma (Orient Express 23-29) come attrice/ballerina in una compagnia itinerante di attori;
- Ronald Reagan in Un alito di ghiaccio (Comic Art 37-40) nella parte di uno sceriffo corrotto.

Nel numero 15 della serie Cepim, Uomini, bestie ed eroi, fanno la comparsa protagonisti di vari fumetti western, Kit Carson (pagina 11, vignetta 3), Cisco Kid e Pancho (11/5), Pecos Bill (12/2), il sergente Kirk (13/1), Sunday e Mortimer (18/2), Tex Willer e i suoi pards (18/5), Cocco Bill (riconoscibile per la lisca e il salame che ha nel piatto) e Rick O'Shay (19/1), Rocky Rider e Comanche (20/2), Randall (23/2), gli eroi ragazzini Capitan Miki, Tim Carter (Un ragazzo nel Far West), Kit Teller (Il piccolo Ranger) e Kit Hodgkin (Il piccolo Sceriffo) (23/4), Zagor (24/1) e Larry Yuma (24/4). In seguito Ken incontrerà anche Lucky Luke (35/3), Bill Adams e Matt Dillon (56/3) e Blueberry (84/5). Nel saloon, inoltre, è lo stesso Berardi (4/3) a fare a Ken da guida; al termine della sfilata degli eroi compaiono infine Milazzo (28/4), Sergio Bonelli e Decio Canzio (29/3).
Nel numero 54 della serie Cepim, Boston, vengono rappresentati alcuni tra i più importanti personaggi dei romanzi gialli. In questa storia ambientata quasi interamente su un treno (richiamando Assassinio sull'Orient Express di Agatha Christie) compaiono: Sherlock Holmes, Philo Vance, Ellery Queen, Auguste Dupin e Hercule Poirot, tutti e cinque impegnati a risolvere un caso di omicidio avvenuto sul treno.
Berardi e Milazzo approfittano invece del numero 24 di Ken Parker Magazine, La terra degli eroi, per rappresentare tutti quei personaggi di cinema e fumetto finiti nel “dimenticatoio” ed è anche la terza storia dove Berardi e Milazzo compaiono come personaggi del fumetto, questa volta con un ruolo più importante rispetto alle comparse precedenti, perché accompagnano Ken per tutta l'avventura. In questo numero compaiono anche tutti gli altri personaggi creati dalla coppia di autori Berardi/Milazzo.

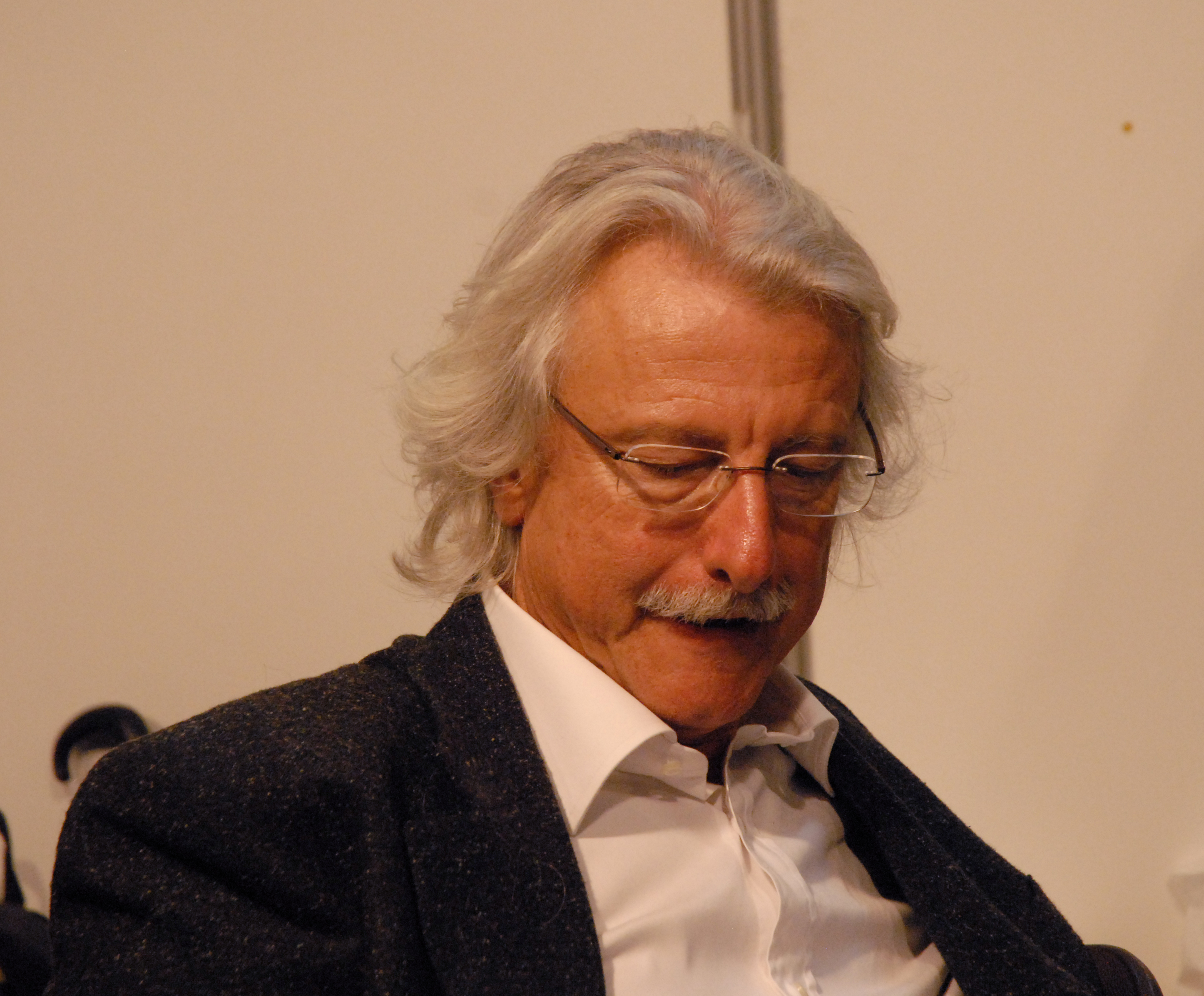
Ivo Milazzo, creatore e disegnatore di Ken Parker

## Personaggi realmente esistiti
In alcune avventure Ken Parker viene a contatto con personaggi realmente esistiti, in molti casi poco tempo prima della loro tragica fine.
Nell'albo numero 29 della serie Cepim, Il magnifico pistolero, Ken incontra il famoso pistolero "Wild Bill Hickok", ormai semicieco, a poche settimane dalla sua tragica scomparsa. Nel numero 32, La leggenda del generale, Ken è assegnato al "settimo cavalleggeri" del Generale Custer. Per un disguido raggiungerà il reggimento solo al termine della tragica battaglia del Little Bighorn, senza mai incontrare il generale di persona. Nell'albo numero 44 della serie Cepim, Sulla strada per Yuma, si assiste all'incontro tra Ken ed il bandito William Bonney, meglio noto come Billy the Kid.
Anche Ely Donehogawa, commissario per gli affari indiani nell'albo Omicidio a Washington (KP Cepim 4) è personaggio realmente esistito, ma non venne ucciso come raccontato nella storia. Si ritirò infatti dall'attività politica per dedicarsi agli affari.
Del tutto di fantasia invece l'incontro (frutto di un racconto scritto da Ken) con Buffalo Bill negli albi 7 e 8 del Ken Parker Magazine, nella storia intitolata Il grande spettacolo.

## Disegnatori e sceneggiatori
Ivo Milazzo è il principale disegnatore della serie; oltre ad essere il creatore grafico di Ken Parker nonché autore di tutte le copertine della serie, è anche l'autore che ha all'attivo il maggior numero di tavole disegnate dell'intera collana.
Il suo stile di disegno all'inizio della serie, non ha ancora trovato un suo tratto distintivo: è preciso, ricco di dettagli, ma privo di quel segno particolare che distingue i disegnatori più famosi. Con l'evolversi della serie, Milazzo ha modo tuttavia di affinarlo: il tratteggio diventa via via meno presente ed il segno si fa più leggero e la caratterizzazione dei personaggi meno dettagliata, alcune tavole sembrano quasi degli schizzi a matita più che dei disegni realizzati a china.
Milazzo ha inoltre curato le copertine di tutti gli albi realizzando disegni con la tecnica dell'acquerello.
Vanno, però, citati altri disegnatori italiani che hanno illustrato storie di Ken Parker: Giorgio Trevisan, Giancarlo Alessandrini, Bruno Marraffa, Carlo Ambrosini, Sergio Tarquinio, Goran Parlov e Pasquale Frisenda.
Nomi importanti che hanno scritto sceneggiature per Ken Parker sono Alfredo Castelli e Tiziano Sclavi (autore di Dylan Dog); anche Maurizio Mantero, storico collaboratore di Berardi, ha partecipato attivamente alla sceneggiatura di alcuni numeri.
Sergio Bonelli ha detto dei due autori: